# Cleora brunneofusa
Cleora brunneofusa là một loài bướm đêm trong họ Geometridae.